# 1002
| Calendário gregoriano                                                        | 1002 MII                                             |
| Ab urbe condita                                                              | 1755                                                 |
| Calendário arménio                                                           | 451 – 452                                            |
| Calendário bahá'í                                                            | -842 – -841                                          |
| Calendário budista                                                           | 1546                                                 |
| Calendário chinês                                                            | 3698 – 3699 Início a 17 de janeiro (aproximadamente) |
| Calendário copta                                                             | 718 – 719                                            |
| Calendário etíope                                                            | 994 – 995                                            |
| Calendários hindus - Vikram Samvat - Calendário nacional indiano - Cáli Iuga | 1057 – 1058 923 – 924 4102 – 4103                    |
| Calendário Holoceno                                                          | 11002                                                |
| Calendário islâmico                                                          | 392 – 393                                            |
| Calendário judaico                                                           | 4762 – 4763                                          |
| Calendário persa                                                             | 380 – 381                                            |
| Calendário rúnico                                                            | 1252                                                 |
| Calendário solar tailandês                                                   | 1545                                                 |

1002 (MII, na numeração romana) foi um ano comum do século XI do Calendário Juliano, da Era de Cristo, teve início a uma quinta-feira e terminou também a uma quinta-feira e a sua letra dominical foi D (53 semanas).
No território que viria a ser o reino de Portugal estava em vigor a Era de César que já contava 1040 anos.
| Ano completo                        |
| ----------------------------------- |
| Ano comum com início à quinta-feira |

## Eventos
- 13 de novembro — O rei Etelredo II ordena a massacre do Dia de São Brício das comunidades viquingues existentes na costa de Inglaterra.
- O rei Etelredo II casa-se com Ema da Normandia.
- Término das campanhas de Abu Amir Maomé ibne Abedalá ibne Abi Amir, conhecido por Almançor.

## Nascimentos
- 21 de junho — Papa Leão IX.
- Badis ibne Habus — terceiro emir zírida da taifa de Granada entre 1038 e 1073 e rei de Málaga a partir de 1058  (m. 1073).

## Mortes
- 15 de outubro — Odo-Henrique, Duque da Borgonha, Duque da Baixa-Borgonha  (n. 946).
- 8 de agosto — Abu Amir Maomé ibne Abedalá ibne Abi Amir, conhecido por Almançor, governador do califa omíada de Córdova  (n. 938).